# Conflent
Conflent er et landskab i departementet Pyrénées-Orientales i det sydlige Frankrig. Conflent grænser op til landskaberne Haute Cerdagne, Capcir, Fenouillèdes, Roussillon og Vallespir i Frankrig samt Rippolès i Spanien.
Conflent udgøres af Têt-dalen mellem Mont-Louis og Rodès og de nærliggende områder. Bjerget Canigou dominerer store dele af landskabet.
De vigtigste byer er Prades, Vinça, Vernet-les-Bains, Ria-Sirach og Catllar. I alt er der 55 kommuner og en samlet befolkning på 19.192 (1999).
Historisk er Conflent et catalansk comarca. I Middelalderen svarede det til Grevskabet Conflent.
- Canigou
- Arboussols
- Eus
- Det gule tog ved Villefranche-de-Conflent

42°36′N 2°23′Ø / 42.6°N 2.38°Ø